# Hogna cinica
Hogna cinica este o specie de păianjeni din genul Hogna, familia Lycosidae. A fost descrisă pentru prima dată de Tongiorgi, 1977. Conform Catalogue of Life specia Hogna cinica nu are subspecii cunoscute.